# Kincskereső kisködmön
A Kincskereső kisködmön Móra Ferenc nagy sikerű ifjúsági regénye, melyet 1918-ban írt saját gyerekkori élményei felhasználásával. A regény általános iskolában kötelező olvasmány. Először a Singer és Wolfner Irodalmi Intézetnél jelent meg 1918-ban, Mühlbeck Károly rajzaival. A könyv elején megismerkedhetünk az íróval, a gyermekkorával, s az egész életével tömören. A történet végén az író egy mondattal zárja le a regényt: A szeretet az élet.

## Cselekmény
Gergő egy szegény falusi fiú, aki mindig gazdagságról álmodozik. Szüleivel él egy régi malomban. Egy mese, az Aladdin és a csodalámpa szelleme nagy hatást gyakorol rá. Szeretne ő is egy saját szellemet, mely minden kívánságát teljesíti. Apja szűcs, ezért fiát megajándékozza egy saját készítésű „varázsködmönnel”. A ködmönben lakó tündér segíti, de csak akkor, ha jól viselkedik. Miután elkészül, az apja meghal, így ketten maradnak az édesanyjával.
Gergő az iskolában megismerkedik Bicebócával, egy mankókkal járó kisfiúval.

## Fejezetek
- 1. Szépen szóló muzsika
- 2. A cinegék királya
- 3. Az ősök kincse
- 4. A sarkantyús csizma
- 5. Hogyan tanultam meg olvasni?
- 6. A gyémántcserép
- 7. Miben lakik a magyar tündér?
- 8. Az utolsó öltés
- 9. Apám
- 10. Megy a ködmön világgá
- 11. Csontos Szigfrid
- 12. Malvinka
- 13. Megurasodom
- 14. Gá-bor-ka, Gá-bor-ka...
- 15. Puli
- 16. Néha a bő ködmön is szorít
- 17. Az ezüstköröm
- 18. A bűbájos előkerül
- 19. A kis bice-bóca
- 20. Péter apó
- 21. Az égbelátó
- 22. Elvisz a markoláb
- 23. A kövek megszólalnak
- 24. Ünnep a malomházban

## Filmváltozatok
A regényből többször is filmet forgattak:
- Kincskereső kisködmön - színes, magyar filmdráma, 91 perc (1973)[1]
- Kincskereső kisködmön - fekete-fehér, magyar ifjúsági filmsorozat, 25 perc (1968)[2]

## Színpadi változatok
- 1991. Móra Ferenc: Kincskereső kisködmön - RS9 Színház (Rend. Lábán Katalin )[3]

- 2002. Kincskereső kisködmön - zenés mesejáték, 2 felvonás Ruttkai Éva Színház (Rend. Nagy Miklós)[4][5]

- 2017. Kincskereső kisködmön - Zenés gyermekszínházi előadás a Szép Ernő Színház előadása - ( Rend. Krizsik Alfonz ) [6]

- 2017-ben, a Veszprémi Petőfi Színházban vitték színpadra.[7] A színpadi változatot Kovács Krisztina írta, a darab rendezője pedig Oberfrank Pál.[8] (bemutató: 2017. szeptember 16.)

## Hangoskönyv
A Móra Könyvkiadó 2010-ben hangoskönyvet készített a regényből, ami Széles Tamás előadásában hallható.